# Kolding Miniby
Kolding Miniby er beliggende i Geografisk Have i Kolding og er en gengivelse af byen som den så ud i årene 1860-1870. Den er bygget i skalaen 1:10. 

## Historie
Erik Hansen fik ideen til minibyen i 1971, da han var i Holland, hvor han besøgte en miniby og i 1996 blev foreningen Kolding Miniby stiftet. Foreningen består af frivillige arbejdere, der selv fremstiller alle byggematerialer fra bunden af. Foreningen har haft til huse forskellige steder i byen, men har nu fået en fast plads i Geografisk Have. Den blev indviet 29-06-2012 af Koldings borgmester Jørn Pedersen og ved samme lejlighed overdrog foreningen Kolding Miniby til Kolding Kommune. Ved indvielsen blev den røde snor klippet over med en minisaks og minibyens miniborgmester, Jørgen Asmussen,overdrog derefter minibyens nøgle til Koldings borgmester.
Foreningens ca 260 medlemmer (heraf ca. 50 aktive) fortsætter dog udbygningen af minibyen, der pr.2017 rummer 380 bygninger, Disse udgør ca. 55 % af de planlagte bygninger.
Bygningerne er meget detaljerede og mursten, munkesten, tagsten, bindingsværk, vinduer, døre, porte og udsmykning af vinduer, er fremstillet af medlemmerne selv. Det hele laves ud fra tegninger, der også fremstilles på deres egne tegnestuer. Alene Staldgården har 116.000 små tagsten.